# Western New York Flash
Il Western New York Flash è una squadra di calcio femminile professionistico statunitense con sede a Elma, Contea di Erie, nello stato federato di New York.
Iscritto nelle stagioni 2017 e 2018 alla United Women's Soccer, durante la sua più recente storia sportiva la squadra ha partecipato ai campionati di National Women's Soccer League (NWSL) tra le stagioni 2013 e 2016. Nel gennaio 2017, il franchise WPS venne ceduto dai proprietari del North Carolina FC. i quali mutarono la designazione del club in North Carolina Courage. Dal 2019 il club è impegnato prevalentemente in ambito giovanile.

## Storia
La squadra venne istituita nel 2008 come Buffalo Flash e iscritta al campionato di United Soccer Leagues W-League nel periodo 2008-2010. Nel 2011 il club mutò la denominazione in Western New York Flash, affiliandosi alla Women's Professional Soccer (WPS). Nel 2012 la squadra fece parte della Women's Premier Soccer League Elite (WPSL-E) in seguito alla scomparsa della WPS. Le Flash hanno conquistato tre titoli consecutivi dal 2010 al 2012 sotto la guida dell'allenatore Aaran Lines: la W-League nel 2010, la WPS nel 2011 e la WPSL-E nel 2012. Anche nel 2013 nel campionato inaugurale della NWSL le Flash si rivelarono subito competitive, vincendo lo NWSL Shield in qualità di prime classificate nella stagione regolare, e raggiungendo la finale del torneo dove vennero sconfitte dal Portland Thorns FC, impedendo la conquista del loro quarto titolo. Nel 2016, la squadra ha vinto il campionato NWSL per la prima e unica volta, superando nella finale dei play-off il Washington Spirit.
La squadra è di proprietà della famiglia Sahlen, industriali nell'imballaggio di carne con sede a Buffalo. L'originario proprietario, Joe Sahlen, è il padre della presidentessa Alex Sahlen, già difensore della squadra.

## Palmarès
- National Women's Soccer League: 1

2016
- NWSL Shield: 1

2013

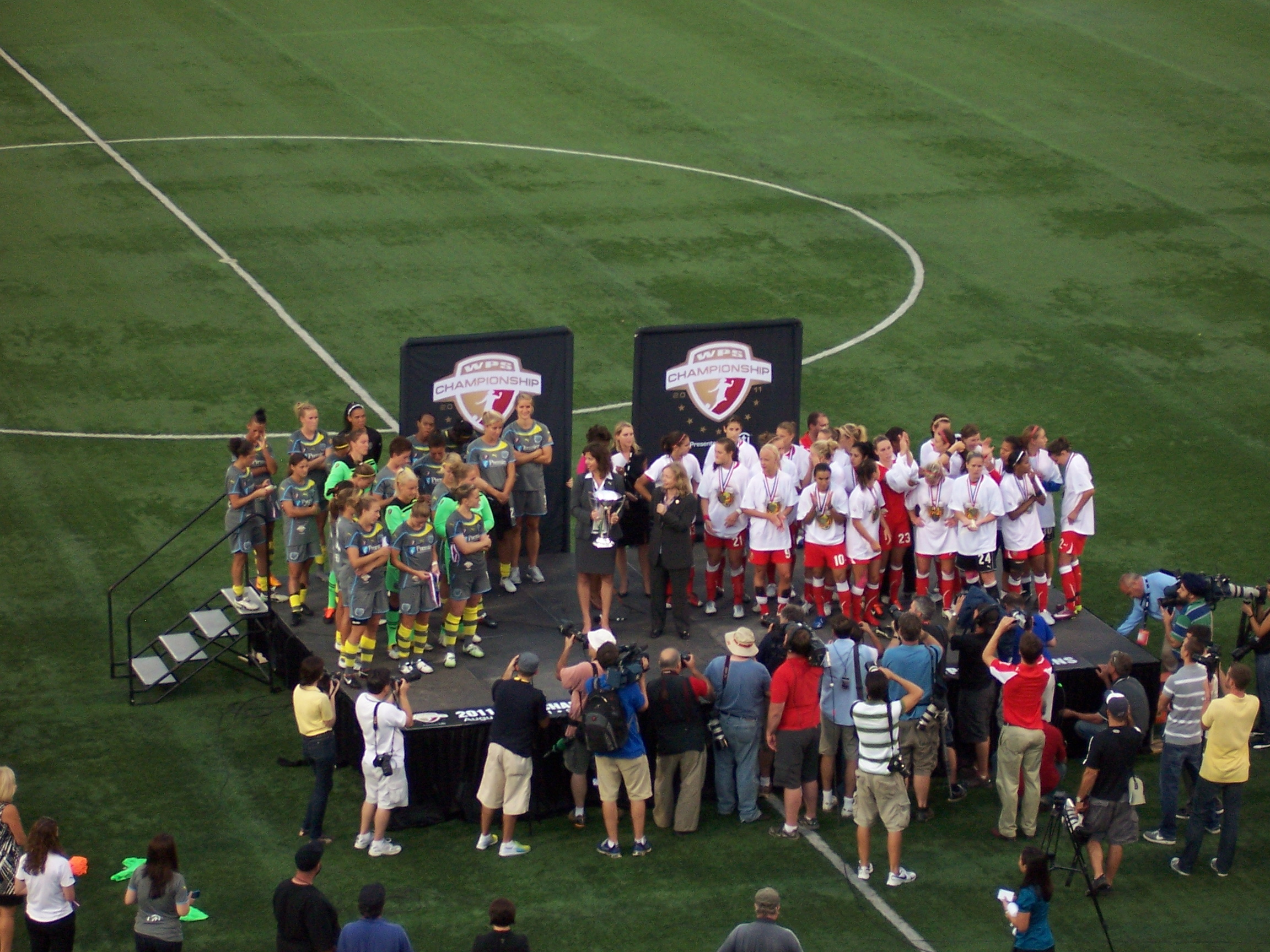
Cerimonia di premiazione del campionato di Women's Professional Soccer, vinto dal Western New York Flash.

- Women's Premier Soccer League Elite: 1

2012
- Women's Professional Soccer: 1

2011
- United Soccer Leagues W-League: 1

2010